# Роше, Ги
Ги Артюр Огюст Роше (фр. Guy Arthur Auguste Rocher; род. 20 апреля 1924) — канадский социолог и академик, лауреат премии Молсона (1997).

## Биография
Родился 20 апреля 1924 года.
Будучи профессором в Лавале, Роше в 1957 году стал одним из основателей международной ассоциации социологов французского языка, казначеем и членом её первого исполнительного органа. В 1960 году он стал профессором социологии в Университете Монреаля. Роше также работал в правительстве Квебека в качестве заместителя министра культурного развития в 1977—1979 годах и заместителя министра социального развития в 1981—1983 годах.
Роше был одним из ключевых участников «Законопроекта 101» в 1977 году.
Роше является одним из пионеров в применении современных социальных наук к квебекскому обществу, особенно в том, что касается взаимоотношений между церковью и государством, мобильности между поколениями, а также социологии права. Он является автором нескольких книг и многочисленных статей и научных отчетов. Он читает множество лекций по всей Канаде и за рубежом.